# Pernand-Vergelesses
Pernand-Vergelesses ist eine französische Gemeinde mit 240 Einwohnern (Stand 1. Januar 2022) und einer Fläche von 5,6 km². Sie liegt im nördlichen Teil der Côte de Beaune, etwa acht Kilometer von Beaune entfernt westlich von der RN 74 auf einer Höhe zwischen 238 und 435 m über dem Meer und gehört zum Département Côte-d’Or. Wegen seiner Weine ist Pernand-Vergelesses sehr bekannt. Mit Bonneau du Martray ist eines der bekanntesten Weingüter des Burgunds in der Gemeinde ansässig.

## Bevölkerungsentwicklung
| Jahr                       | 1962 | 1968 | 1975 | 1982 | 1990 | 1999 | 2009 | 2016 |
| Einwohner                  | 272  | 253  | 289  | 334  | 320  | 310  | 262  | 248  |
| Quellen: Cassini und INSEE |      |      |      |      |      |      |      |      |

## Sehenswürdigkeiten
- Das Haus von Jacques Copeau aus dem 18. Jahrhundert mit Portal und Garten
- Haus aus dem 14. Jahrhundert mit geschnitzten Fensterleibungen
- Waschhaus aus dem 19. Jahrhundert
- Statue der Brunnenmutter aus dem 18. Jahrhundert

## Weinbau in Pernand-Vergelesses

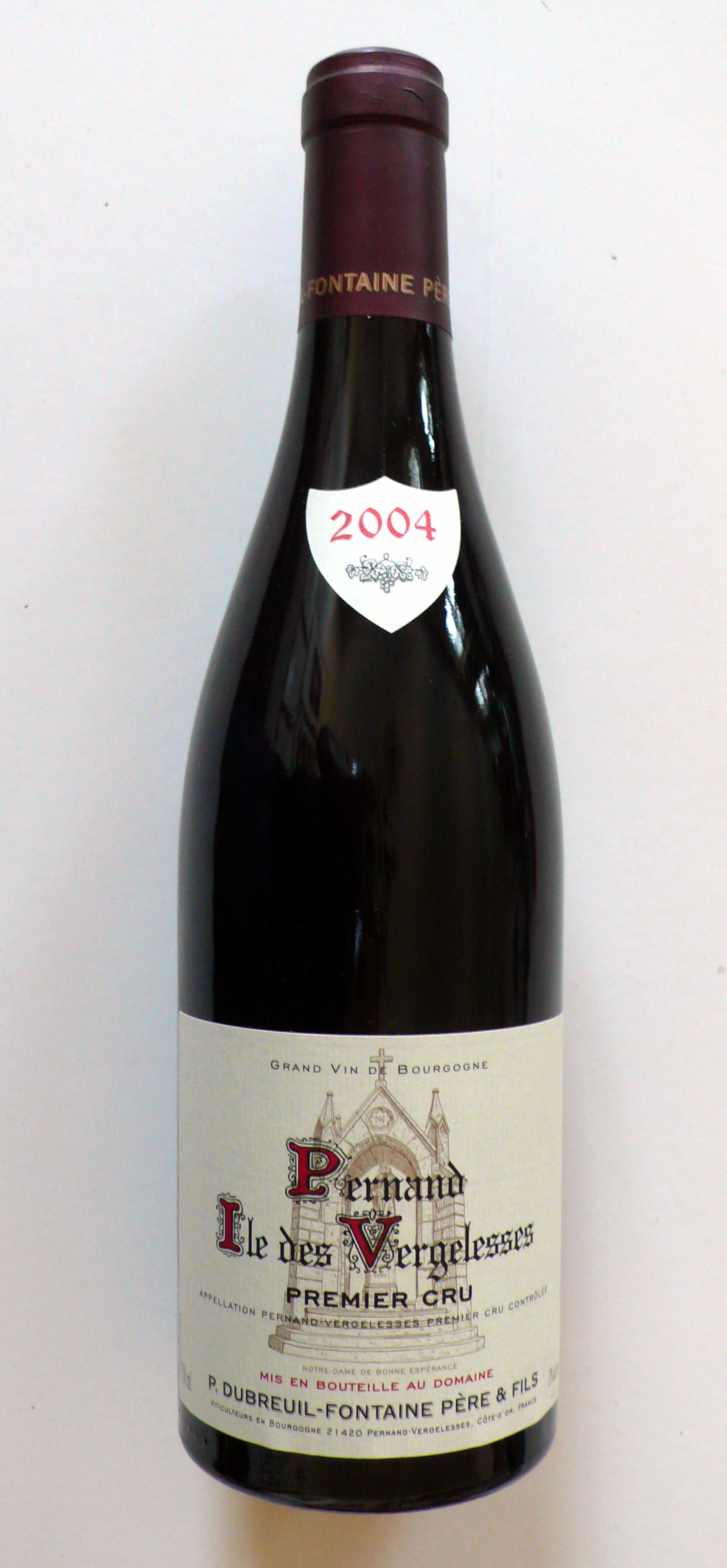
Premier Cru, Ile des Vergelesses

Die Gemeinde mit der gleichnamigen Appellation erzeugt auf ihrer Anbaufläche, die im Süden an die Appellation Aloxe-Corton grenzt, etwa 2500 hl Rotwein. Der berühmteste Premier Cru aus diesem Ort ist zweifellos der Île des Vergelesses. Ebenfalls werden hier rund 400 hl erstklassigen Weißweins gekeltert. Die Gemeinde hat Anteile an den Grand Cru Lagen Corton und Corton-Charlemagne.

## Persönlichkeiten
Im Jahr 1925 ließ sich Jacques Copeau (1879–1949), der Gründer des théâtre du Vieux-Colombier (Theater im Alten Taubenschlag) mit seiner Gesellschaft in Pernand-Vergelesses nieder.